# Bror
Bror ist ein insbesondere schwedischer männlicher Vorname, abgeleitet von dem altnordischen bróðir mit der Bedeutung „Bruder“.

## Namensträger
- Bror Abelli (1880–1962), schwedischer Regisseur, Schauspieler und Kinobesitzer
- Bror Arontzon (1897–1967), schwedischer Fußballspieler
- Bror Beckman (1866–1929), schwedischer Komponist
- Bror von Blixen-Finecke (1886–1946), schwedischer Baron und Großwildjäger
- Bror Brenner (1855–1923), finnischer Segler
- Bror Carlsson (1897–1986), schwedischer Fußballspieler
- Bror Fock (1888–1964), schwedischer Langstreckenläufer
- Bror Emil Hildebrand (1806–1884), schwedischer Archäologe und Numismatiker
- Bror Lindh (1877–1941), schwedischer Maler
- Bror Madsen (* 1982), grönländischer Badmintonspieler
- Bror Marklund (1907–1977), schwedischer Bildhauer und Hochschullehrer
- Bror Mellberg (1923–2004), schwedischer Fußballspieler
- Bror Meyer (1885–1956), schwedischer Eiskunstläufer
- Bror Munck (1857–1935), schwedischer Generalleutnant
- Bror Östman (1928–1992), schwedischer Skispringer